# Liste historischer Regionen Polens

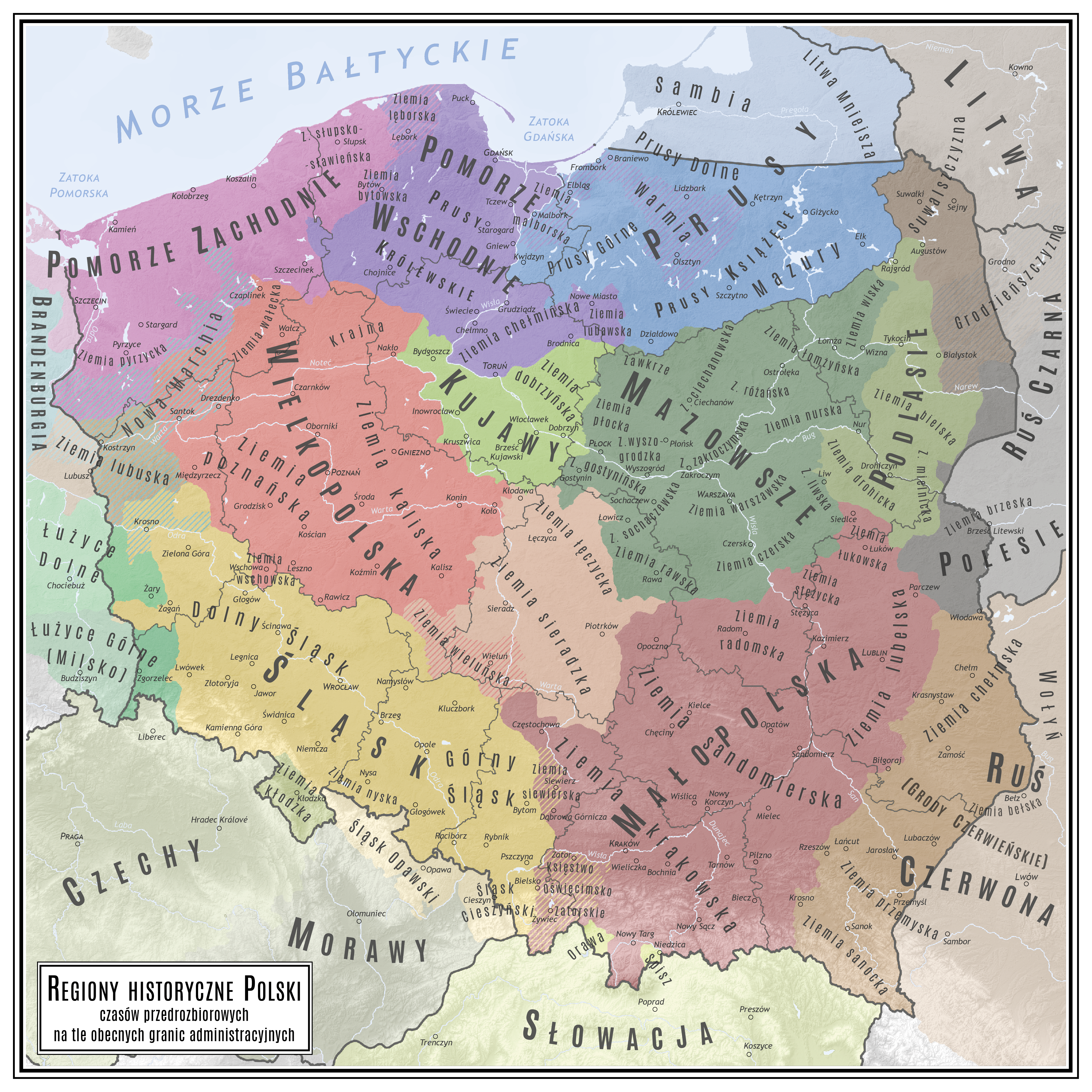
Polnischsprachige Karte der historischen Landschaften Polens

Historische Gebiete in Polen oder auch historische Landschaften in Polen sind Gebiete, die zu irgendeinem Zeitpunkt der Geschichte zum polnischen Staatsverband gehörten.
Wichtige Gebiete auf dem Territorium des heutigen Polen sind:
|  | Deutsch      | Polnisch          | Lateinisch          |
|  | ------------ | ----------------- | ------------------- |
|  | Großpolen    | Wielkopolska      | Polonia Maior       |
|  | Kleinpolen   | Małopolska        | Polonia Minor       |
|  | Kujawien     | Kujawy            | Cuiavia             |
|  | Masowien     | Mazowsze          | Mazovia             |
|  | Podlachien   | Podlasie          | Podlachia           |
|  | Polesien     | Polesie           | Polesia             |
|  | Pommerellen  | Pomorze Wschodnie | Pomerania           |
|  | Pommern      | Pomorze Zachodnie | Pomerania           |
|  | Ostpreußen   | Prusy Wschodnie   | Borussia Orientalis |
|  | Schlesien    | Śląsk             | Silesia             |
|  | Rotruthenien | Ruś Czerwona      | Ruthenia Rubra      |

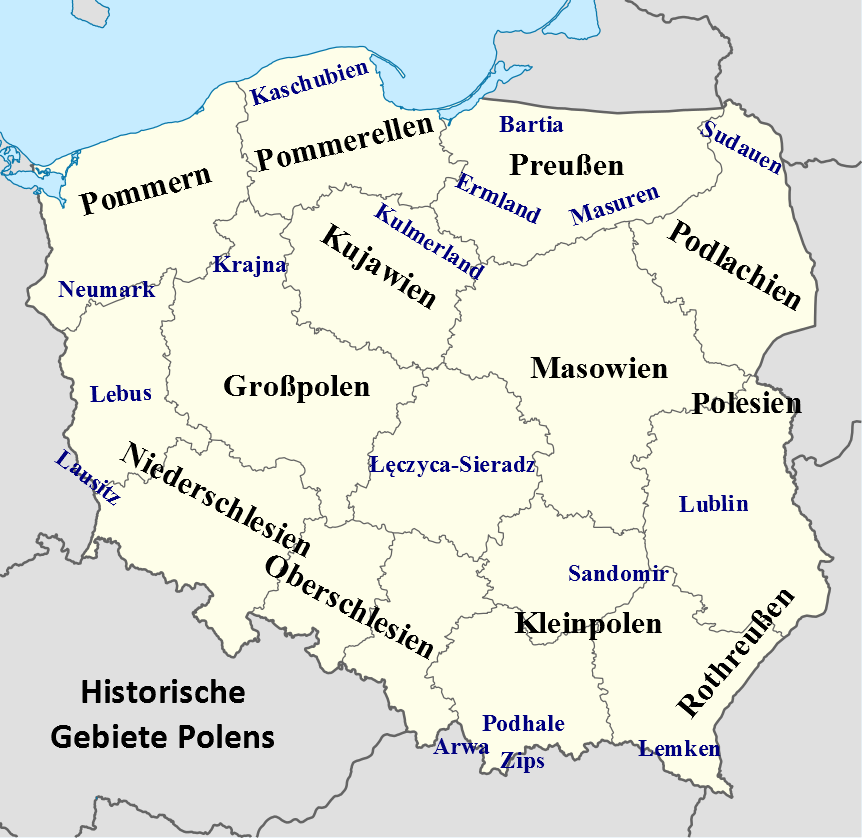
Historische Landschaften Polens

Historische Gebiete Polens außerhalb des heutigen Staatsverbandes:
|  | Deutsch          | Polnisch         | Lateinisch        |
|  | ---------------- | ---------------- | ----------------- |
|  | Galizien         | Galicja          | Galicia           |
|  | Livland          | Inflanty         | Livonia           |
|  | Niederlitauen    | Żmudź            | Samogitia         |
|  | Litauen          | Litwa            | Lituania          |
|  | Podolien         | Podole           | Podolia           |
|  | Schwarzruthenien | Ruś Czarna       | Ruthenia Nigra    |
|  | Smolensk         | Ziemia Smoleńska | Terra Smolensciae |
|  | Ukraine          | Ukraina          | Ucraina           |
|  | Weißruthenien    | Ruś Biała        | Ruthenia Alba     |
|  | Wolhynien        | Wołyń            | Volhynia          |

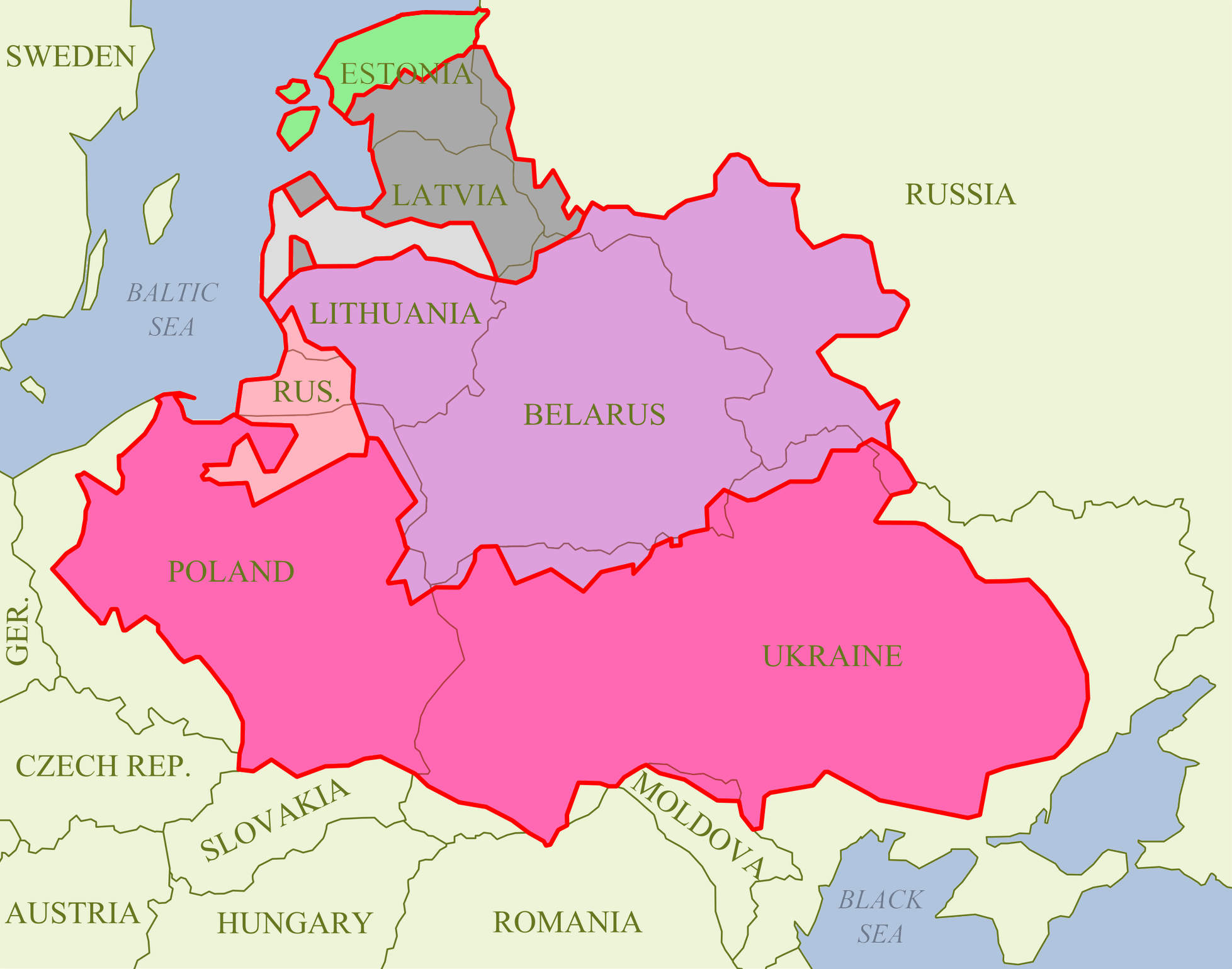
Polen-Litauen 1619 und heutige Staaten
Polnische Krone
Großfürstentum Litauen
Herzogtum Livland
Herzogtum Kurland, gemeinsames Lehen
Herzogtum Preußen, polnisches Lehen

Gebiete, die zumindest teilweise auf dem Gebiet des heutigen Polens liegen:

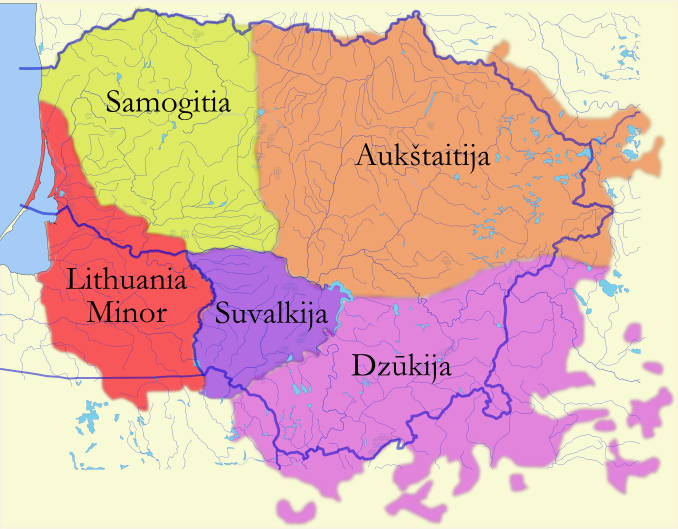
Historisch-ethnographische Regionen Litauens

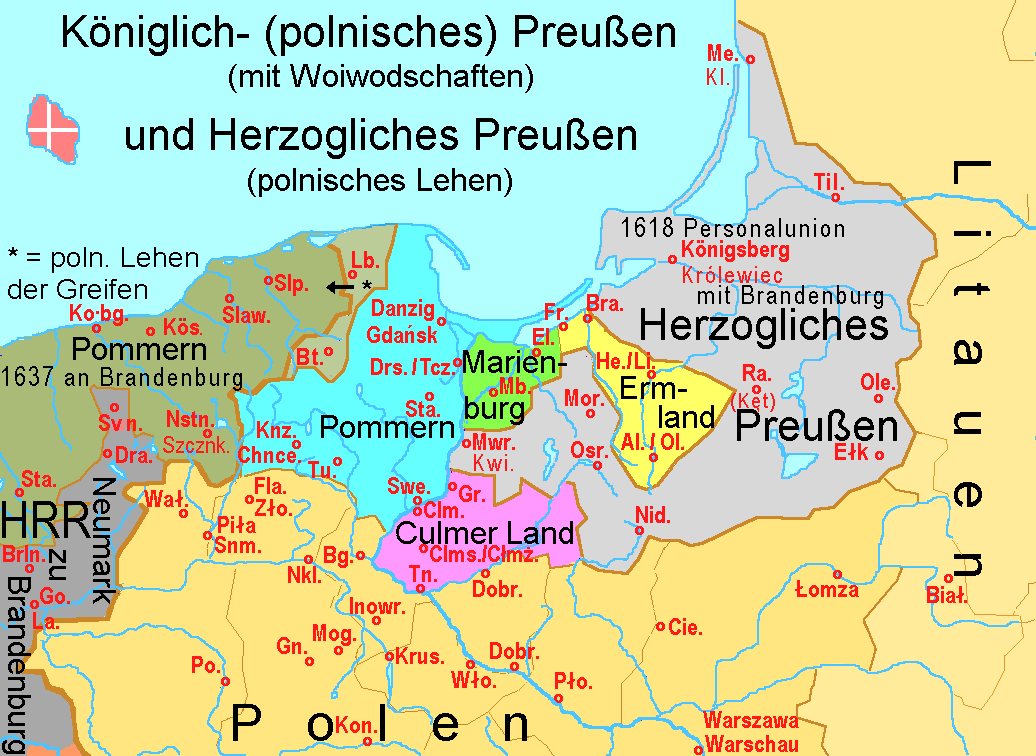
Gliederung Preußens ab 1525
Königlich-Preußen mit Ermland, Culmer Land, Marienburg und Pommerellen

| Niederlitauen Oberlitauen Kleinlitauen | Sudauen Dzūkija |

|  | Deutsch             | Polnisch           | Lateinisch           |
|  | ------------------- | ------------------ | -------------------- |
|  | Arwa                | Orawa              |                      |
|  | Chełmer Land        | Chełmszczyzna      |                      |
|  | Dobriner Land       | Ziemia dobrzyńska  |                      |
|  | Ermland             | Warmia             | Varmia               |
|  | Hinterpommern       | Pomorze Tylne      |                      |
|  | Kaschubien          | Kaszuby            | Cassubia             |
|  | Kulmerland          | Ziemia chełmińska  | terra Colmensis      |
|  | Kleinlitauen        | Litwa Mniejsza     | Lithuania Minor      |
|  | Lemkenland          | Łemkowszczyzna     |                      |
|  | Masuren             | Mazury             | Masuria              |
|  | Michelauer Land     | Ziemia michałowska | terra Michaloviensis |
|  | Neumark             | Nowa Marchia       | Nova Marchia         |
|  | Niederlausitz       | Łużyce Dolne       | Lusatia Inferioris   |
|  | Niederschlesien     | Dolny Śląsk        | Silesia Inferioris   |
|  | Oberlausitz         | Łużyce Górne       | Lusatia Superioris   |
|  | Oberschlesien       | Górny Śląsk        | Silesia Superioris   |
|  | Herzoglich Preußen  | Prusy Wschodnie    | Borussia Orientalis  |
|  | Königlich - Preußen | Prusy Królewskie   | Prussia Occidentalis |
|  | Przemyśler Land     | Ziemia przemyska   |                      |
|  | Sudauen             | Suwalszczyzna      | Sudovia              |
|  | Teschener Schlesien | Śląsk Cieszyński   | Silesia Teschinensis |
|  | Zips                | Spisz              | Scepusium            |
|  | Weluner Land        | Wieluń             | Terra Velumensis     |